# Suzy Delmas
Suzie Jeannine Étiennette Delmas, coniugata Bastié, detta Suzy (Gaillac, 11 agosto 1934 – 17 marzo 2013), è stata una cestista francese.

## Carriera
Con la Francia ha disputato due edizioni dei Campionati europei (1956, 1958).